# Xiefang (köpinghuvudort i Kina, Jiangxi Sheng, lat 25,71, long 115,87)
Xiefang är en köpinghuvudort i Kina. Den ligger i provinsen Jiangxi, i den sydöstra delen av landet, omkring 330 kilometer söder om provinshuvudstaden Nanchang. Antalet invånare är 35 020. Befolkningen består av 17 262 kvinnor och 17 758 män. Barn under 15 år utgör 27,0 %, vuxna 15-64 år 64 %, och äldre över 65 år 7,0 %.
Runt Xiefang är det ganska tätbefolkat, med 155 invånare per kvadratkilometer. Närmaste större samhälle är Huichang, 14,7 km sydväst om Xiefang. I omgivningarna runt Xiefang växer huvudsakligen savannskog.
Genomsnittlig årsnederbörd är 1 965 millimeter. Den regnigaste månaden är maj, med i genomsnitt 358 mm nederbörd, och den torraste är oktober, med 19 mm nederbörd.